# Добжани
Добжани (пољ. Dobrzany) је град у Пољској у Војводству Западно Поморје у Повјату старгардском. Према попису становништва из 2011. у граду је живело 2.413 становника.
.

## Становништво
Према прелиминарним подацима са пописа, у граду је 2011. живело 2.413 становника.
| 2002. | 2011. | 2012. |
| ----- | ----- | ----- |
| 2.494 | 2.413 | 2.378 |